# Шипітбаал I
Шипітбаал I (*д/н — бл. 895 до н. е.) — цар міста-держави Бібл близько 920—895 років до н. е. (за іншою хронологією у 900—875 роках до н. е.)

## Життєпис
Походив з династії Ахірама. Син царя Елібаала. Посів трон близько 920 року до н. е. Відомий з одного напису, присвяченого богині Баалат-Гебал.
Панував за різними версіями до 895 або 875 року до н.е. Про його спадкоємців нічого невідомо. Можливо владу в Біблі захопив Ітобаал I, цар Тіра, який в той час набув гегемонії в Фінікії.